# 티탄즈
티탄즈(영어: Titans, 일본어: ティターンズ)는 《건담 시리즈》 중 우주세기를 무대로 한 작품에 등장하는 가공의 군벌이다. 1985년에 방영된 TV 애니메이션 《기동전사 Z 건담》에서 처음으로 등장했다.
지구연방군의 특수부대에서 일년전쟁을 일으킨 지온 공국군의 잔당을 소탕하기 위한 명목으로 설립되었지만 "지구지상주의"를 주창하며 스페이스 콜로니 거주자인 "스페이스노이드"에 대해서도 강경한 입장을 취했으며, 이에 반발하는 연방군 장병들에 의해 대항 군벌인 에우고가 설립되기에 이른다.

## 같이 보기
- 기동전사 Z 건담
- 에우고